# Temporada de furacões no oceano Atlântico de 1997
A temporada de furacões no Atlântico de 1997 foi um evento no ciclo anual de formação de ciclones tropicais. A temporada começou em 1 de junho e terminou em 30 de novembro de 1997. Estas datas delimitam convencionalmente o período de cada ano quando a maioria dos ciclones tropicais tende a se formar na bacia do Atlântico.
A atividade da temporada de furacões no Atlântico de 1997 ficou abaixo da média, com um total de 8 tempestades dotadas de nome e três furacões, sendo que um destes, o furacão Erika, atingiu a intensidade igual ou superior a um furacão de categoria 3 na escala de furacões de Saffir-Simpson.
A temporada começou efetivamente já no seu primeiro dia oficial, com a formação de uma tempestade subtropical sem nome. No entanto, de modo geral, a atividade ciclônica da temporada foi baixa. Apenas Bill, Danny e Erika se tornaram furacões. Danny também foi o único ciclone tropical a atingir a costa na temporada, atingindo os Estados Unidos em meados de julho, causando 11 fatalidades.

## Nomes das tempestades
Os nomes abaixo foram usados para dar nomes às tempestades que se formaram no Atlântico Norte em 1997. Esta é a mesma lista usada na temporada de 1991, exceto por Bill, que substituiu Bob. Nenhum nome foi retirado e a lista foi a mesma usada na temporada de 2003.
| - Ana - Bill - Claudette - Danny - Erika - Fabian - Grace | - Henri (sem usar) - Isabel (sem usar) - Juan (sem usar) - Kate (sem usar) - Larry (sem usar) - Mindy (sem usar) - Nicholas (sem usar) | - Odette (sem usar) - Peter (sem usar) - Rose (sem usar) - Sam (sem usar) - Teresa (sem usar) - Victor (sem usar) - Wanda (sem usar) |